# Drill (musique)
Pour l’article homonyme, voir Drill.
Sous-genres
UK drill, Jersey drill
La drill (parfois appelée drill scene, drill-hop) est un sous-genre musical du hip-hop lancé par les jeunes rappeurs et producteurs originaires des quartiers de South Side à Chicago.
Le genre est l'une des facettes contemporaines les plus importantes de la scène hip-hop de Chicago. La drill est caractérisée par un rythme irrégulier (obtenu avec un Roland TR-808, charleston, etc.).

## Histoire
À l'origine cette musique est popularisée localement à Chicago. Les rappeurs de drill attirent l'attention médiatique par leurs paroles violentes, et la scène est par la suite associée aux crimes perpétrés à Chicago. Le genre de Chicago a progressé dans le courant dominant américain à partir de 2012 à la suite du succès de rappeurs pionniers comme Chief Keef, Lil Reese, Lil Durk, Fredo Santana, G Herbo, Lil Bibby et King Louie,. Par la suite, le genre connaît une nouvelle phase dans le rap mainstream depuis 2018 avec les rappeurs comme King Von, un nouveau Lil Durk et Polo G,,,,,.
La drill s’exporte par la suite en Angleterre. Les rappeurs de Londres s’inspirent grandement de la scène de Chicago, avec certaines approches différentes, l’influence de la culture caribéenne. En effet, la Drill UK a plongé ses racines dans les scènes musicales jamaïcaine et de Trinidad, ainsi que dans les cultures de rue caribéennes de Londres. Une écriture adoptée au vocabulaire typique des quartiers londoniens, avec parfois des paroles extrêmement sombres. Depuis que la Drill UK a commencé à avoir de plus en plus de popularité, certains artistes comme Central Cee ont fait le choix de rendre le genre plus accessible en rappant sur plusieurs thèmes divers et variés très opposés aux paroles sombres de certains morceaux.
Le genre s’est directement exporté dans le monde entier. La drill devient très populaire en 2019 et 2020. En 2020, elle connait une ascension fulgurante entre autres grâce au défunt rappeur Pop Smoke qui a de plus en plus popularisé le genre musical avec des titres internationaux comme Dior ou encore Welcome to the party. En France, de nombreux artistes comme Freeze Corleone, Ziak ou le rappeur Gazo ont également permis à la UK drill de connaître un grand succès dans l’Hexagone, inspirant eux-mêmes d’autres artistes venant de toute l’Europe.

### Drill FR
Mouv’ note que des beats drill apparaissent de plus en plus fréquemment dans le rap français à partir d’octobre 2019, sous l’influence de la scène anglaise. En France, les producteurs principaux sont Flem, Amine Farsi ou encore Jwel. On retrouve un champ lexical dans les codes habituels de la Drill : violence, menace et ambition. 2019, c’est l’année de sortie du morceau « No Hook » du collectif CoboyZone et du freestyle Drill Fr#1 de Gazo2020 est une année importante pour la Drill FR, avec les succès de Drill Fr #4 de Freeze Corleone et Gazo, et l’arrivée de nouvelles figures comme Ziak. C’est aussi l’arrivée de codes vestimentaires : tenue tout en noire, doudoune matelassée, visage masqué. 
En Juin 2020, Mouv' note que la Drill française n’en est qu’à ses balbutiements. Les artistes forts du mouvement sont alors Gazo, Ziak, Freeze Corleone, Decimo, 1PLIKE140, Negrito, et des membres de collectifs plus larges comme le 667, Lyonzon ou Chivas Gang. Dès 2021, une lassitude autour de l’omniprésence du genre marque la scène. L’album drill 140BPM 2 d'Hamza en fait particulièrement les frais. 
En France, la Drill se mélange et évolue. Elle se rapproche du flow DMV avec des rappeurs comme 8Ruki et s’enrichit de samples. Le même phénomène a lieu aux États-Unis avec la sample drill new-yorkaise. En 2022, les rappeurs Favé, Kerchak, Sto deviennent les représentants d’un nouveau courant de la scène drill française, le jersey drill, qui reprend les codes thématiques de la Drill et quelques repères rythmiques et y ajoute la signature rythmique du Jersey Club, un genre de musique électronique américain né dans les années 90 à Newark dans le New-Jersey. D’autres artistes s’y essayent comme Gambi, Madeinparis, ThaHomey ou Implaccable.  

## Caractéristiques
Les paroles de la drill se concentrent sur les difficultés de la vie quotidienne à Chicago. Lucy Stehlik, du Guardian, explique que « la drill nihiliste reflète la vie actuelle, là où ses équivalents du hip-hop ont échoué ». Les paroles de la drill divergent fortement de celles des premiers rappeurs de Chicago, comme Common et Twista, qui s'inclinent plus vers le rap conscient et le hip-hop contemporain populaire, qui au temps de la montée de la drill semblerait glorifier et célébrer un gain de richesse. Les paroles de la drill reflètent typiquement la loi de la rue, et se concentrent sur des thèmes sombres, nihilistes, réalistes et violents. Hormis dans la scène britannique, les rappeurs drill font usuellement usage de l'Auto-Tune,. Gucci Mane et Waka Flocka Flame, rappeurs originaires d'Atlanta, influencent significativement la scène drill. Partageant quelques similitudes avec la musique trap, le rythme de la drill est plus rapide et s'accompagne d'un tempo oscillant à 140 BPM,.
Les « drillers » sont habituellement jeunes ; la plupart des musiciens de cette scène attirent l'attention tandis qu'ils sont encore adolescents. L'un de ces musiciens, Chief Keef, n'avait que 16 ans lorsqu'il a signé un contrat de 6 millions de dollars avec Interscope ; Lil Wayne, par exemple, signera un driller de 13 ans, Lil Mouse. Des artistes féminines représentent également la scène à ses débuts.

## Sous-genres

### Sample Drill
La sample drill arrive à la suite du décès de Pop Smoke. Le premier succès de ce courant est un titre du rappeur "Sleepy Hallow", qui sample un titre de Foushee. Le morceau, "deep end freestyle", est un succès sur les réseaux sociaux comme TikTok. La sample drill puise dans des morceaux culte du rap américains, et fait le lien avec le patrimoine hip-hop,,. Par exemple, Shawny Binladen, échantillonne des titres de Jay-Z ou Snoop Doog dans sa mixtape Merry Wickmas. La sample drill fini par être critiquée, car les samples choisis l'éloignent de plus en plus de l'atmosphère sombre de la drill originelle. Certains exemples sont carrément parodiques, et lancent un débat dans la communauté drill,.
La sample drill est un phénomène new-yorkais à ses débuts. Il est incarné par Shawny Binladen et son entourage (Big Yaya), mais aussi par une génération de producteurs comme Evilgiane et Cash Cobain. Les thématiques des textes de la sample drill sont différentes de celles de la drill, et peuvent parler d'un quotidien moins violent,,.

### Sexy Drill
La sexy drill arrive comme un courant stylistique au sein de la sample drill, qui consiste essentiellement au départ à utiliser des samples tiré du R&B. La sexy drill émerge pendant le confinement alors que des producteurs comme Cash Cobain se réunissent dans des espaces de discussions en ligne hébergée sur l'application Clubhouse. Après le confinement, Cash Cobain, Chow Lee et d’autres figures de la sexy drill new-yorkaise organise des événements festifs. Là où les événements drill étaient habituellement annulés à Chicago, Londres et à l’époque de Pop Smoke, les soirées sexy drill vues comme plus sûre, car reposant sur des thématiques grivoises, sont autorisées. En plus d’un son plus proche du R&B, la sexy drill adopte des thématiques liées à l’amour et au sexe. L’imagerie liée au genre joue aussi sur ses thématiques, comme la pochette de l’album 2 Sleezy 2 Sexy ou une pluie de capote tombe sur deux femmes. 
Cash Cobain est l’une des figures les plus importantes de la sexy drill. En tant que producteur il a collaboré avec des superstars du rap américain comme Drake, 21 Savage, Lil Yachty ou Ice Spice, en produisant a chaque fois des beats de sexy drill. Les autres grands noms du mouvement sont Bay Swagg, Chow Lee, Wolfacejoeyy, R2R Moe. 
La sexy drill s’exporte à l’internationale, en Espagne avec BB Trickz qui signe le morceau « Cash Cobain » ou au Royaume-Uni avec Skepta et R2R Moe. En France, plusieurs rappeurs s’y essayent, comme Jeune Saint et Pacho Dino, Tiakola, Malo Lala &Ce ou S Pri Noir lors de son invitation à l’émission de freestyle On The Radar. Si la sexy drill est vu comme un moment rafraichissant, des doutes quand a la pérennité du genre sont présentes dès le départ. Pour certains, la sonorité pourrait séduire des artistes en dehors du rap et dans la scène R&B.